# Vysočina Gladiators
Vysočina Gladiators je amatérský tým amerického fotbalu. Vznikl v roce 2012. První dvě sezóny tým působil v Nové vsi u Chotěboře. Třetí sezonu přesídlil do města Polná a od čtvrté sezóny působil v Jihlavě Na Stoupách. V sezóně 2018 se týmu podařilo postoupit do nejvyšší soutěže Snapback ligy, ve které skončili v následujícím roce na konečném třetím místě. Od roku 2019 pořádají zápasy na domácí půdě stadionu FC Vysočina Jihlava. Současný hlavní trenér Ondřej Paulus za pět let na této pozici dostal tým čtyřikrát do finále z toho jednou slavil mistrovský titul. V roce 2018 se dostali čtyři hráči týmu Vysočina Gladiators do širšího výběru české reprezentace.
Od roku 2017 má i juniorský tým, který ve své premiéře došel až do finále druhé ligy opět pod trenérem Paulusem. V sezóně 2019 se stali junioři vicemistry ČR. Od roku 2019 mají Gladiators i tým dorostenců, kteří ve své první sezóně dosáhli na titul mistrů ČR. Od roku 2020 působí klub i v soutěži Flag U15. v roce 2021 vznikla v klubu mládežnická akademie, která zaštiťuje týmy juniorů U21, dorostenců U18 a Flagu U15 po vedením Jiřího Brychty.
V sezóně 2019 tým zainvestoval do amerického importa QB Reginalda Langforda, který už dříve hrál v Evropě, a to v německém Hamburku a v pardubických Stallions. Langford v týmu Vysočina Gladiators oblékl dres s číslem #6. Týmový útok pod jeho vedením obsazuje první příčku ofenzivních statistik, a to jak v počtu touchdownů, tak v průměrných získaných bodech za zápas. V roce 2020 ho u týmu vystřídal Joseph Bradley, který byl se svým útokem neméně úspěšný.
Tým mužů byl oceněn 1. místem v anketě Sportovec kraje Vysočina v roce 2021 v kategorii Kolektiv. Byl oceněn v anketě Sportovec kraje Vysočina v roce 2022 v kategorii Kolektiv. Byl oceněn v anketě Sportovec kraje Vysočina v roce 2023 v kategorii Kolektiv.
Vysočina Gladiators se stali vítězi Czech Bowl v letech 2021 a 2023.

## Coaching staff
Hlavním trenérem týmu je Ondřej Paulus. Jeho asistenty jsou Jakub Čermák a Vojtěch Mašita.